# جيمس بوي
جيمس بَوي (بالإنجليزية: James L. Buie)‏ (1920 - 25 سبتمبر 1988) هو سياسي ومخترع أمريكي عمل لمصلحة شركة تي آر دبليو. وهو الذي ساهم في تطوير الدوائر الإلكترونية إلى مرحلة الدارة المتكاملة وأدى ذلك إلى بداية صناعتها.

## حياته
ولد بوي في عام 1920 في هوليوود. خدم في الجيش في الحرب العالمية الثانية كقائد طائرة وأصبح قائد ملازم خلال فترة خدمته.